# TT G 2/2
| G 2/2                  | G 2/2   | G 2/2   |
| ---------------------- | ------- | ------- |
|                        |         |         |
| Nummerierung:          | 1 – 2   | 3       |
| Achsfolge:             | B       | B       |
| Länge über Puffer:     | 5784 mm | 5784 mm |
| Radstand:              | 1800 mm | 1800 mm |
| Dienstmasse:           | 12,4 t  | 12,7 t  |
| Reibungsmasse:         | 12,4 t  | 12,7 t  |
| Höchstgeschwindigkeit: | 25 km/h | 25 km/h |
| Triebraddurchmesser:   | 750 mm  | 750 mm  |
| Zylinderdurchmesser:   | 220 mm  | 220 mm  |
| Kolbenhub:             | 350 mm  | 350 mm  |
| Kesselüberdruck:       | 12 Atm. | 12 Atm. |
| Rostfläche:            | 0,4 m²  | 0,4 m²  |
| Heizfläche Total:      | 26,2 m² | 32,2 m² |
| Wasservorrat:          | 1,7 m³  | 1,7 m³  |
| Kohlevorrat:           | 0,2 t   | 0,2 t   |

Die TT G 2/2 war eine meterspurige Tenderlokomotive mit der Achsfolge B. Die Tramelan-Tavannes-Bahn (TT) beschaffte zur Betriebsaufnahme im Jahre 1884 bei der Schweizerischen Lokomotiv- und Maschinenfabrik (SLM) in Winterthur zwei Maschinen mit den Nummern 1 und 2. Als grössere Revisionen anfielen, musste 1891 noch eine dritte Lokomotive nachbeschafft werden.

## Konstruktion

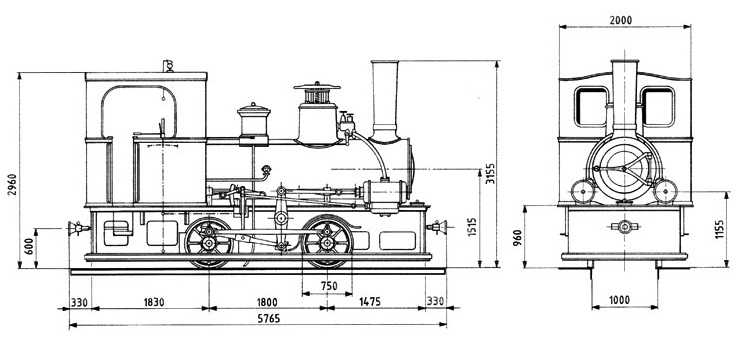
Typenskizze G 2/2

Die Lokomotiven hatten Innenrahmen und vorn unter den Achslagern aufgehängte Längsfedern. Der Kohlekasten war neben der Feuerbüchse angeordnet, der Wasservorrat wurde im Kastenrahmen mitgeführt. Der Kessel normaler Bauart trug einen Dampfdom. Das Triebwerk arbeitete auf die zweite Achse und war mit ringsum laufender Bohle geschützt. Die Steuerung arbeitete nach dem System Brown mit Doppelhebelübertragung. Die hochgelagerten Zylinder befanden sich neben der Rauchkammer, der Schieberkasten war untenliegend. Die Maschinen hatten eine Sandstreueinrichtung mit Handzug. Dazu befanden sich zwei Sandkasten auf dem Kessel. Bis 1893 waren die Lokomotiven mit der Heberleinbremse ausgerüstet, dann mit Vakuumbremse nach Hardy. Für die Bahnstrecke mit Steigungen bis zu 40 Promille waren die Lokomotiven etwas unterdimensioniert.

## Weitere Verwendung
Mit der Elektrifizierung 1913 wurden die Lokomotiven überzählig. Die Maschinen, die noch kurz zuvor neue Kessel erhalten hatten, wurden als Baulokomotiven für die Elektrifikation anderer Strecken vermietet. Nummer 1 kam unter anderem bei der Chur-Arosa-Bahn, die Nummern 2 und 3 bei Nyon-Saint-Cergue-Morez-Bahn zum Einsatz. 
Mit der Fusion der Tavannes-Tramelan-Bahn (TT) und der Tramelan-Les Breuleux-Le Noirmont-Bahn (TBN) kamen die Lokomotiven 1927 in den Besitz der Chemin de fer Tavannes–Noirmont (CTN). Nachdem die Fahrzeuge noch einige Zeit in der Reserve dienten, wurde Maschine Nr. 2 1940 und die anderen beiden Lokomotiven 1943 abgebrochen. 